# Sinfónico (álbum de Los Secretos)
Sinfónico es un álbum de la banda española Los Secretos que fue grabado el 10 de diciembre de 2011 en el Teatro Real de Madrid en el que contaron con la colaboración de la JOUVa. 

## Estilo
El disco muestra grandes éxitos de Los Secretos acompañados por la Joven Orquesta de la Universidad de Valladolid

## Portada
La portada del disco contiene una fotografía del grupo y la orquesta en el Teatro Real de Madrid.

## Lista de canciones del álbum
| N.º | Título                              | Escritor(es) | Duración |  |
| 1.  | «Aunque tú no lo sepas (Sinfónico)» |              | 4:54     |  |
| 2.  | «Cambio de planes (Sinfónico)»      |              | 3:42     |  |
| 3.  | «Ahora que estoy peor (Sinfónico)»  |              | 3:12     |  |
| 4.  | «Hoy no (Sinfónico)»                |              | 2:46     |  |
| 5.  | «Ojos de gata (Sinfónico)»          |              | 3:57     |  |
| 6.  | «No digas que no (Sinfónico)»       |              | 3:02     |  |
| 7.  | «Pero a tu lado (Sinfónico)»        |              | 3:29     |  |
| 8.  | «Qué solo estás (Sinfónico)»        |              | 4:36     |  |
| 9.  | «Buena chica (Sinfónico)»           |              | 5:19     |  |
| 10. | «Déjame (Sinfónico)»                |              | 4:08     |  |